# Chuadanga (distrito)
Pronunciação
Chuadanga é um distrito localizado na divisão de Khulna, em Bangladexe.
Durante o domínio britânico, Chuadanga foi uma sub-divisão do distrito de Nadia.